# Novamundoniscus vandeli
Novamundoniscus vandeli is een pissebed uit de familie Dubioniscidae. De wetenschappelijke naam van de soort is voor het eerst geldig gepubliceerd in 1959 door Lemos de Castro.